# Barney Bigard
Leonard Albany "Barney" Bigard (New Orleans, 3 maart 1906 – Culver City, 27 juni 1980) was een Amerikaanse jazz-klarinettist en saxofonist. Hij werd vooral bekend door zijn werk in de band van Duke Ellington.

## Biografie
Bigard kwam uit een Creoolse familie en hij had enkele verwanten die in de muziek actief waren, waaronder zijn neef Natty Dominique. Zijn eerste klarinetlessen had hij bij Lorenzo Tio, een van de belangrijkste klarinettisten in de vroege jaren van de New Orleans-jazz. Hij speelde als klarinettist en saxofonist tot 1922 bij Albert Nicholas. Hierna werkte hij kort bij Octave Gaspard, Amos White en Luis Russell, om vervolgens terug te keren bij Nicholas met wie hij in 1924 naar Chicago ging. Hij speelde hier onder meer bij King Oliver (1925-1927) en Luis Russell.

## Ellington-jaren
Rond 1927 werd hij in New York lid van het orkest van Ellington, waar hij tot 1942 actief was. Bij Ellington was hij de klarinet-solist, maar ook deed Bigard wel sectiewerk op de saxofoon. Bigard was met zijn klarinetspel een belangrijk deel van het geluid van Ellington. De bandleider componeerde verschillende nummers om Bigard heen en de klarinettist droeg bij aan de Ellington-klassieker "Mood Indigo". In de jaren dertig maakten kleine groepen met Ellington-sidemen regelmatig opnames. Een groep onder Bigard's naam. Barney Bigard and His Jazzopators, met onder meer Ellington zelf op de piano, scoorde in 1937 een hit met het nummer "Caravan". In de jaren erna (tot 1940) maakte Bigard met zo'n groep opnames voor de platenlabels Variety, Vocalion en Okeh Records.

## De jaren erna

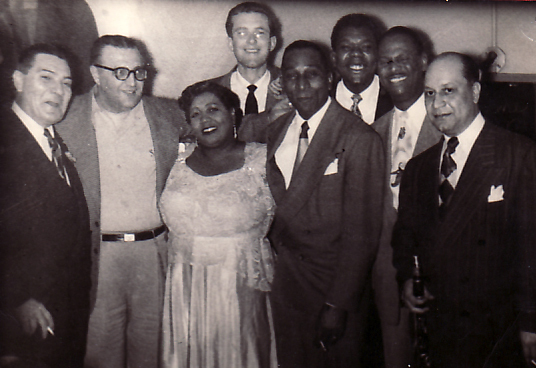
Barney Bigard (rechts) met onder meer de zangeres Velma Middleton, Jack Teagarden (links) en Earl Hines (tweede van rechts), in de Palomar Supper Club, maart 1951.

Na zijn vertrek bij Ellington verhuisde Bigard naar Los Angeles, waar hij onder meer een eigen band leidde. Hij werkte in de groep van trombonist Kid Ory en de bigband van Freddie Slack. Ook speelde hij tot halverwege de jaren vijftig in verschillende All-Star-groepen van Louis Armstrong. Rond 1958 had hij een groep met Cozy Cole, waarmee hij onder meer in Las Vegas optrad. In die tijd had hij een rol in de jazzfilm St. Louis Blues (1958). Begin jaren zestig speelde hij weer kort bij Armstrong, daarna trad hij af en toe op, met bijvoorbeeld Earl Hines, Muggsy Spanier, Ben Pollack en ex-Ellingtonmuzikant Rex Stewart. In 1971 ging hij met Art Hodes, Wild Bill Davison en Eddie Condon op een college-tour. Later in de jaren zeventig verscheen hij op verschillende jazzfestivals, waaronder die van Nice en Newport.
In 1986 verscheen van Bigard een autobiografie, With Louis and the Duke.
Bigard is te horen op opnames van onder meer Jelly Roll Morton, Django Reinhardt, Benny Carter, Roy Eldridge, Billie Holiday, Ma Rainey, Jack Teagarden, Lonnie Johnson, Ike Quebec en Erroll Garner.

## Discografie (selectie)
- Paris: December 14-15, 1960 (met onder meer Claude Luter), Vogue
- Bucket's Got a Hole in It, Delmark Records, 1968
- Barney Bigard & the Pelican Trio, Jazzology Records, 1976

- Bibsys: 3117881
- Biblioteca Nacional de España: XX873361
- Bibliothèque nationale de France: cb13891504t (data)
- CiNii: DA07879446
- Gemeinsame Normdatei: 133511839
- International Standard Name Identifier: 0000 0000 8181 3716
- Library of Congress Control Number: n81072985
- MusicBrainz: eab4d095-80d3-4b20-a16a-4d96d28ff67f
- Nationale Bibliotheek van Tsjechië: xx0089454
- Nationale bibliotheek van Australië: 35882611
- Nationale Bibliotheek van Israël: 987007337910505171
- Nederlandse Thesaurus van Auteursnamen: 072213116
- Réseau des bibliothèques de Suisse occidentale: 02-A003006236
- Istituto Centrale per il Catalogo Unico: UBOV526253
- SNAC: w6x46zz0
- Système universitaire de documentation: 156870886
- Trove: 1129725
- Virtual International Authority File: 113485121
- WorldCat: E39PBJvcWVy7Xq8vfkrXRYFVG3